# Дипломатична кухня воєнного часу
Дипломатична кухня воєнного часу — книга українського дипломата та колишнього міністра закордонних справ України Дмитра Кулеби і українського шеф-кухара, керівника й співвласника ресторанів «Lucky», «Shef's table», співзасновника міжнародної франшизи ресторанів «Nai», бренд-шефа магазину «Good Wine» Володимира Ярославського. Видана у 2025 році українським видавництвом «Книголав» .

## Анотація
Книга містить 25 кулінарних рецептів від Володимира Ярославського, доповнених особистими розповідями Дмитра Кулеби про дипломатичні процеси, зокрема щодо виключення російської держави з Ради Європи та розкриття суті дипломатії за межами формальних правил .

## Зміст

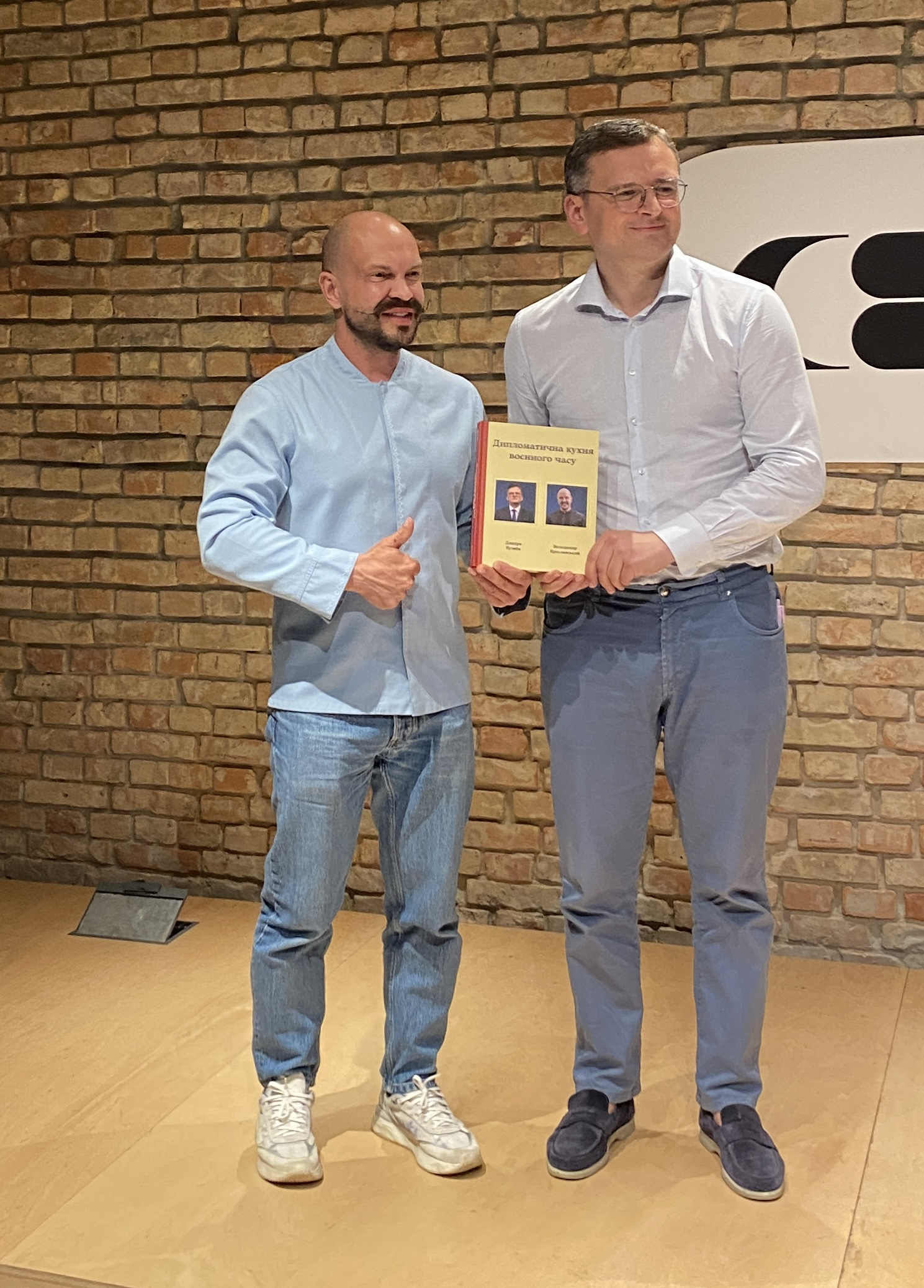

### Аперитиви
- Шампанське
- Українське крафтове пиво
- «Кривава Мері» та сало
- «Апероль шприц»
- Горілка й чорний хліб із тількою

#### Баляндраси .

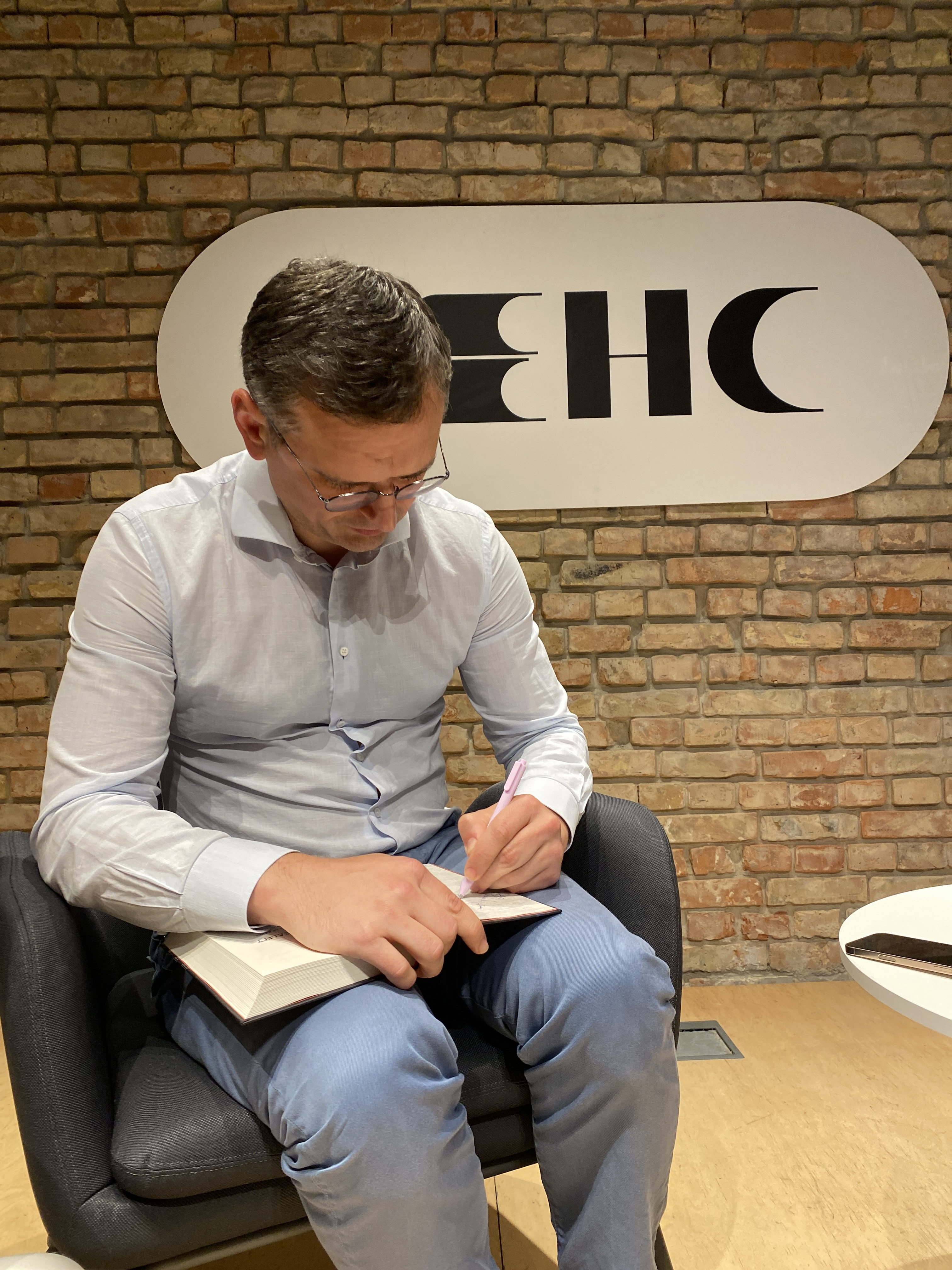
Дмитро Кулеба підписує книгу на презентації у книгарні "Сенс" (м. Київ, 06.06.2025)

### Холодні закуски
- Фуаґра
- Табуле з топінамбуром
- Хумус із квасолі з буряком
- Голубці з гички
- Тартар із рожевої форелі

### Гарячі закуски
- Банош на домашній сметані
- Деруни
- Кенійська кров’янка
- Качо-е-пепе
- Байнган бхарта

### Основні страви
- Капусняк
- Бургер
- Рис джолоф із козлятиною
- Чикен фрайдрайс
- Фіш-енд-чипс
- Котлета по-київськи

### Десерти
- Вареники з вишнями
- Чизкейк веганський
- Зальцбурзький нокерль
- Шарлотка
- Молозиво

### Дижестиви
- Коктейль «Співдружність»
- Вишнівка
- Ром із перцем
- Кальвадос
- Ельзаське віскі
- Пригощання від Дмитра